# 化学気相成長

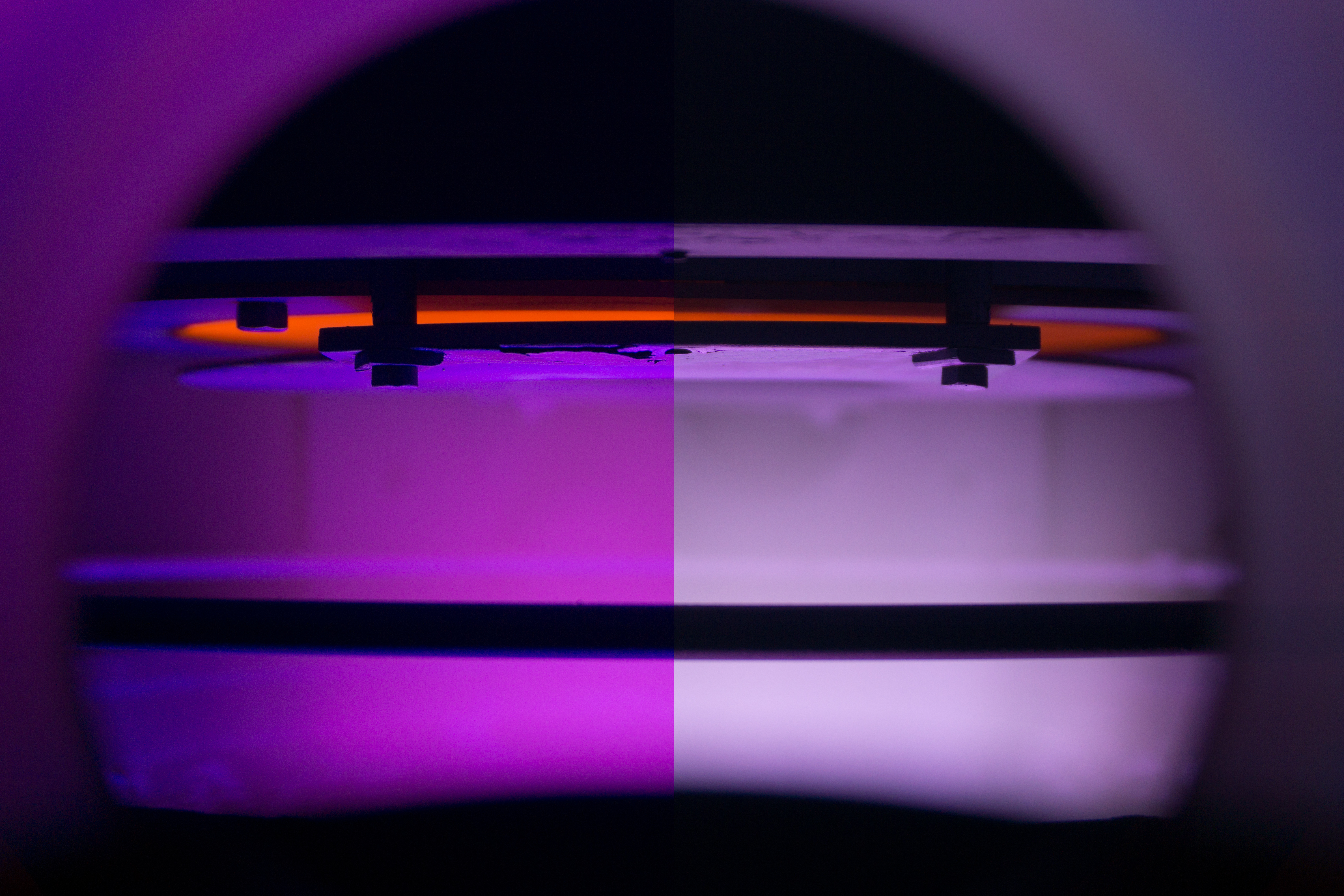
運転中のプラズマCVD（LEPECVD）装置内部の写真。 左側ではアルゴンのみのプラズマが見られ、右側ではシリコン膜を成長させるためにアルゴンに加えてシランが注入されている。

化学気相堆積（CVD: chemical vapor deposition）法は、さまざまな物質の薄膜を形成する堆積法のひとつで、石英などで出来た反応管内で加熱した基板物質上に、目的とする薄膜の成分を含む原料ガスを供給し、基板表面あるいは気相での化学反応により膜を堆積する方法である。常圧（大気圧）や加圧した状態での運転が可能な他、化学反応を活性化させる目的で、反応管内を減圧しプラズマなどを発生させる場合もある。切削工具の表面処理や半導体素子の製造工程において一般的に使用される。

## 特徴
- 高真空を必要としないため、製膜速度や処理面積に比して装置規模が大きくなりにくいメリットがある。
- 製膜速度がMBE法に比較して速く、処理面積も大きくできる。

## 分類

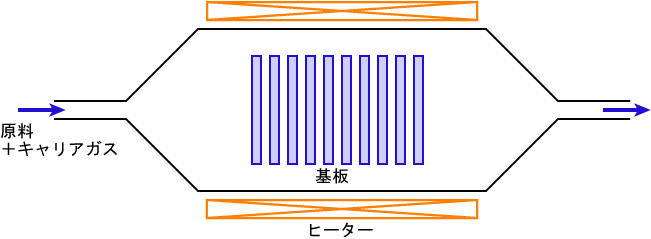
熱CVD装置（ホットウォール型、バッチ式）の構成図

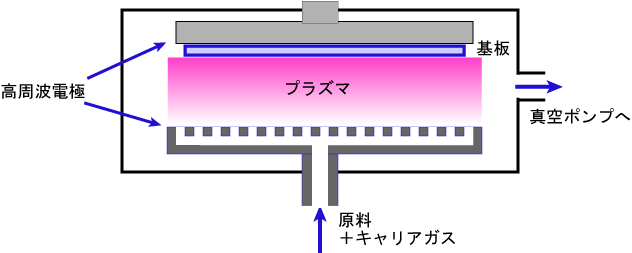
プラズマCVD装置の構成図

供給する化学種や求める特性などによって、様々なバリエーションが存在する。最も基本的なのは、化学反応の制御に熱を用いる熱CVDである。
- 熱CVD - 熱による分解反応や化学反応を利用する方式。
  - 触媒化学気相堆積法(Cat-CVD) - 高温のフィラメントを用いて原料ガスを分解させる方式。ホットワイヤー型CVD(HWCVD)とも呼ばれる[2]。
- 光CVD
- プラズマCVD - プラズマを用いて原料ガスの原子や分子を励起・反応させる方式。
- エピタキシャルCVD
- 原子層堆積（ALD:Atomic Layer Deposition) - 膜材料を原子層レベルで一層ずつ堆積させる方式。
- 有機金属気相堆積法（MOCVD） - 原料に有機金属を用いるもの。